# Episodi di Biancaneve a Beverly Hills (prima stagione)
La prima stagione di Biancaneve a Beverly Hills è stata trasmessa negli Stati Uniti da ABC a partire dal 20 marzo 1987. In Italia è stata trasmessa da Odeon TV nel 1988.
| nº | Titolo originale                | Titolo italiano | Prima TV USA   | Prima TV Italia |
| -- | ------------------------------- | --------------- | -------------- | --------------- |
| 1  | The Charmings                   |                 | 20 marzo 1987  |                 |
| 2  | The Mirror Cracked              |                 | 27 marzo 1987  |                 |
| 3  | Lillian Makes a Date            |                 | 3 aprile 1987  |                 |
| 4  | The Charmings Buy a Car         |                 | 10 aprile 1987 |                 |
| 5  | The Incredible Shrinking Prince |                 | 17 aprile 1987 |                 |
| 6  | An '80s Kind of Prince          |                 | 17 aprile 1987 |                 |